# 428 av. J.-C.
Cette page concerne l'année 428 av. J.-C. du calendrier julien proleptique.

## Événements
- Mars-avril : Euripide gagne le premier prix de tragédie aux Grandes Dionysies à Athènes avec la pièce Hippolyte[1].

- Fin juin : révolte de Mytilène (Lesbos), qui faillit déboucher sur une destruction totale[2]. Athènes envoie 40 navires, qui devaient partir pour le Péloponnèse. Un armistice est conclu, et des envoyés de Mytilène vont demander l’aide de Sparte. Mytilène est admise dans la ligue du Péloponnèse réunie à Olympie. Les Athéniens exécuteront finalement plus de 1000 personnes et installeront 2700 clérouques sur l'île (427 av. J.-C.).
- Été : 
  - Sparte envahit l’Attique[2].
  - Athènes parvient à envoyer 100 navires le long de l’Isthme et dans le Péloponnèse en y embarquant exceptionnellement les zeugites à côté des thètes et des métèques[2].

- 27 novembre : à Rome début du consulat de Aulus Cornelius Cossus et T. Quinctius Poenus Cincinnatus (pour la seconde fois)[3].
  - Guerre entre Rome et Véies dont le roi (Lar) Tolumnius est tué par le consul Aulus Cornelius Cossus (ou en 437 av. J.-C.)[4].

## Naissances
- Platon, philosophe grec.
- Archytas de Tarente (ou 435 av. J.-C.).

## Décès
- Anaxagore de Clazomènes, philosophe et biologiste de l’école ionienne, professeur d’Archélaos de Milet, de Périclès et de Socrate. Dans son œuvre « De la nature », il recherche les conditions de la genèse et de l’évolution du monde. Il évoque le premier le problème de la quadrature du cercle.